# Microsoft FrontPage
Microsoft FrontPage – nierozwijany pakiet webmasterski firmy Microsoft, dostępny jako oddzielna aplikacja lub jako część pakietu Microsoft Office, także w polskiej wersji językowej. Program był dostępny także w środowisku Mac OS w 1998, ale nie dorównywał wtedy konkurencji i od tego czasu Microsoft go w tym środowisku nie aktualizował. Od wersji 2002 dostępny w polskiej wersji językowej.
Program był pierwotnie rozwijany przez firmę Vermeer Technologies, ale w styczniu 1996 r. został zakupiony przez Microsoft i rozwinięty do obecnej postaci.
FrontPage pracuje w trybie graficznym (WYSIWYG), ale daje też dostęp do kodu źródłowego dokumentu, pozwalając redagować kod ręcznie, z użyciem znaczników HTML.
Najistotniejszą z punktu widzenia konstrukcji witryny cechą edytora jest możliwość tworzenia i zarządzania całymi kompleksami stron, z automatyczną kontrolą ich spójności w trakcie wprowadzania zmian – dodawania i usuwania stron, czy też zmian we wzajemnych powiązaniach. Narzędzia do raportowania umożliwiają wykrywanie usterek w konstrukcji witryny. Dostępne są funkcje umożliwiające pracę grupową nad witryną, narzędzia do wysyłania witryny na serwer (z możliwością selektywnego wysyłania zmodyfikowanych elementów). FrontPage umożliwia też automatyzację wielu zadań za pomocą wbudowanego języka makropoleceń – Visual Basic for Applications.
Program zawiera zaawansowane narzędzia edycyjne, w tym: praca na warstwach, zagnieżdżanie gotowych komponentów, praca z użyciem szablonów (w tym tzw. dynamicznych szablonów sieci Web), zindywidualizowana lub hurtowa modyfikacja graficznej oprawy dokumentów, dostosowywanie kodu do docelowej przeglądarki internetowej.
Pakiet dostępny jest w polskiej wersji językowej, z polskimi narzędziami językowymi.
Niektórzy komentatorzy uważają za wadę wprowadzanie przez edytor pewnej ilości „nadmiarowego” kodu związanego ze specyficznymi narzędziami FrontPage’a, który często powoduje, że strona wynikowa jest niezgodna ze standardami i wyświetla się niepoprawnie w niektórych przeglądarkach.
Obecnie program Microsoft FrontPage rozwijany jest pod nazwą Microsoft Office SharePoint Designer. Równoległym produktem Microsoftu jest Microsoft Expression Web.